# Rudolf Sturany
Rudolf Sturany (* 13. April 1867 in Wien; † 28. Februar 1935 ebenda) war ein österreichischer Malakologe.

## Leben
Rudolf Sturany war der Sohn des Architekten Johann Sturany und studierte nach dem Besuch der Gymnasien in Kremsmünster und des Schottengymnasiums in Wien ab 1886 an der Universität Leipzig Zoologie bei Rudolf Leuckart und an der Universität Wien bei Carl Claus, Friedrich Moritz Brauer und Karl Grobben. 1891 wurde er in Wien promoviert, aber schon ab 1889 war er freiwilliger Mitarbeiter am Naturhistorischen Museum Wien, an dem er Kustos für Mollusken wurde (er betreute auch Bryozoen, Brachiopoden und Manteltiere). 1897 wurde er Assistent, 1901 Kustos-Adjunkt, 1907 Kustos 2. Klasse und 1915 Kustos 1. Klasse. Er unternahm Sammel- und Forschungsreisen nach Dalmatien, Bosnien, die Herzegowina, Montenegro, Kroatien, Albanien und Kreta (1902). Dabei sammelte er nicht nur Mollusken, sondern auch Insekten. 1899 besuchte er Kollegen an deutschen Museen und in Budapest. Als Kustos gelang ihm der Erwerb großer Sammlungen, zum Beispiel der von K. Gerstenbrandt mit 10.000 Arten. Er wurde Hofrat und ging 1922 in den Ruhestand. Schon ab der Zeit des Ersten Weltkriegs plagten ihn allerdings Augenprobleme, so dass er 1924 die Arbeit im Museum ganz aufgeben musste.
Er bearbeitete 1895 die Mollusken-Sammlung der Taurus-Expedition (Marmarameer), 1896 der Pola-Tiefseeexpeditionen (östliches Mittelmeer, Adria, auch Brachiopoden), 1899 die des russischen Geologen Wladimir Afanassjewitsch Obrutschew in Zentralasien und 1903 die der Pola-Expedition ins Rote Meer.
Die Landschnecken-Gattung Sturanyella ist nach ihm benannt. Zu seinen vielen Erstbeschreibungen zählt Spelaeoconcha paganettii.
1912 erhielt er das Ritterkreuz des Franz-Joseph-Ordens. 1896 bis 1913 war er im Ausschussrat der Zoologisch-Botanischen Gesellschaft Wien. Er wurde am Hütteldorfer Friedhof bestattet. Das Grab ist bereits aufgelassen.